# Robinson Crusoe (1972)
Robinson Crusoe (Originaltitel Жизнь и удивительные приключения Робинзона Крузо) ist eine Literaturverfilmung von Stanislaw Goworuchin aus dem Jahr 1972. Er basiert auf dem gleichnamigen Roman von Daniel Defoe.

## Handlung
Als Mitglied einer alteingesessenen Familie hatte Robinson Crusoe von je her den Wunsch zur See zu fahren. Entgegen dem Willen seiner Eltern ging er am 16. September 1651 an Bord eines Schiffes und segelte in die weiter Welt hinaus. Doch erlangte er dabei weder Ruhm noch Reichtum. Ein Missgeschick nach dem anderen traf den jungen Mann. Seine erste Reise musste er aufgrund eines Sturms vorzeitig abbrechen und bei der nächsten geriet er in maurische Gefangenschaft und musste zwei Jahre als Sklave verbringen. Dennoch ließ er sich nicht davon abhalten erneut in See zu stechen, aber auch diesmal erlitt er Schiffbruch und konnte nur mit Mühe sein Leben retten. Robinson strandete auf einer einsamen Insel und war der einzige Überlebende des Unglücks. Mit einem selbstgebauten Floss holte er sich alles vom Schiffswrack, dass ihm von Nutzen sein könnte, einschließlich Schiffshund Fri und zwei Katzen. So ausgerüstet baute er sich innerhalb von sechs Monaten eine Unterkunft mit einer schützenden Palisade aus Baumstämmen. Um die menschliche Sprache in der Einsamkeit nicht zu verlernen, hatte er beschlossen mit dem Hund und den Katzen zu sprechen. Hoffnung auf Rettung von der einsamen Insel hatte Robinson nicht, damit musste er sich wohl abfinden. Als ihm sein letzter Schiffszwieback ausgegangen war, entdeckte er vor seine Hütte Gerstenpflanzen. Einige Körner hatten sich in einem alten Sack verfangen und waren bei Regen herausgefallen. Robinson pflegt die Pflanzen und vermehrte über zwei Jahre seinen kleinen Schatz. Erst im dritten Jahre traute er sich ein ganzes Feld mit Geste anzulegen. Doch wilde Ziegen machten ihm die Ernte streitig. Kurzerhand baute er ein Fallgrube und fing einige von den Tieren ein. Auch einen Kakadu hatte er sich zur Gesellschaft gezähmt. Allmählich gefiel ihm sein einsames Leben fern der Zivilisation. Keine Drängen nach Geld und Reichtum mehr, sondern Zufriedenheit als König in seinem eigenen Reich. Dennoch blieb seine heimliche Hoffnung, irgendwann wieder in die Heimat zurückzukehren. So ließ ihn das Auftauchen eines Segelschiffes in der Ferne nicht kalt. Eilig zündete er ein Signalfeuer, um auf sich aufmerksam zu machen. Doch vergeblich, niemand hat seinen Hilferuf bemerkt. So fasste er den Entschluss sich ein Boot zu bauen. Dafür suchte er sich den größten Baum aus, den er finden konnte und nach tagelanger Arbeit brachte er ihn endlich zu Fall. Nun begann aber erst die eigentlich Arbeit aus dem riesigen Stamm einen Einbaum zu fertigen. Als er das Boot nach einem Jahr Arbeit fertig hatte, musste er jedoch feststellen, dass es viel zu schwer war und er es nicht zu Wasser bringen konnte. Alle Arbeit war umsonst.
Nach über 22 Jahren auf der Insel entdeckte Robinson plötzlich menschliche Fußspuren am Strand. Vorsichtig zog er sich zurück, um die Verursacher zu finden. Eine Gruppe Eingeborener war vom Festland hierher gekommen, um in einem barbarischen Ritual einen Menschen zu opfern. Als dieser seinen Feinden entfliehen konnte, half Robinson dem jungen Mann sich in Sicherheit zu bringen. Die Eingeborenen verließen fluchtartig die Insel und nun hatte Robinson endlich einen Gefährten. Er war so froh nun menschliche Gesellschaft zu haben und schon nach einem Jahr konnte sie sich bestens verständigen. Da Robinson alle die Jahr sich einen Kalender geführt hatte, um sich zu notieren wie lange er schon auf der Insel war, nannte er den Jungen „Freitag“, da er ihm an diesem Wochentag begegnet war.
Eines Tages ankerte ein englisches Schiff vor der Insel, dessen Mannschaft gemeutert hatte und so wollte man, den Kapitän und zwei weitere Besatzungsmitglieder auf der scheinbar unbewohnten Insel auszusetzen. Robinson und Freitag befreiten den Kapitän und seinen Gefolgsleuten. Gemeinsam gelang es ihnen das Schiff zurückzuerobern. Die überlebenden Rädelsführer der Meuterei wurden auf der Insel ausgesetzt, und Robinson kehrte, nach 35 Jahren Abwesenheit, mit Freitag nach England zurück. Ein wenig trauerte er seinem „wahren“ Leben auf der Insel allerdings nach.

## Hintergrund
Der Hauptteil des Films wurde im subtropischen Klima Abchasiens in der Region Suchumi gedreht. Fast alle Ansichten der Insel vom Meer aus sind jedoch auf den Inseln Schikotan (Kurilen) und Askold in der Region Primorje südlich von Wladiwostok entstanden.
In den Kinos der UdSSR wurde der Film von 26,3 Millionen Zuschauern gesehen, in Polen von 1,742 Millionen (der erfolgreichste sowjetische Film in Polen in den 1970er Jahren).
Am 12. April 1974 lief Robinson Crusoe in den Kinos der DDR an und wurde am 10. Januar 1976 erstmals auf DDR 1 im Fernsehen der DDR gezeigt. Am 8. Januar 1977 wurde der Film unter dem Titel Leben und Abenteuer des Robinson Crusoe in der ARD erstgesendet. 2011 erschien der Film bei Icestorm auf DVD. Die Synchronisation erfolgte vom DEFA-Studio mit Dialogen von Eva Weise.

## Kritiken
„Sorgfältig in der Ausstattung, mit schönen Landschaftsaufnahmen, aber dilettantisch inszeniert - nicht mehr als ein farbenprächtiger Bilderbogen.“

## Auszeichnungen
1973: All-Union Film Festival – Erster Preis für die beste Kamera (Oleg Martynov)